# Álvaro Tejero
Álvaro Tejero Sacristán (* 20. Juli 1996 in Madrid) ist ein spanischer Fußballspieler. Er steht beim griechischen Erstligisten Aris Thessaloniki unter Vertrag. 

## Karriere
Tejero begann seine Karriere bei der CU Collado Villalba. 2005 wechselte er zu Real Madrid, wo er alle Mannschaften ab der U-10 durchlief. Im August 2015 spielte er erstmals für die Drittligamannschaft. Im Dezember 2015 folgte dann das Debüt für die Profis im Copa-del-Rey-Spiel gegen den FC Cádiz. Am 26. April 2017 debütierte Tejero in der Primera División, als er beim 6:2-Auswärtssieg gegen Deportivo La Coruña in der 88. Spielminute für Raphaël Varane eingewechselt wurde.
Zur Saison 2018/19 wechselte Tejero auf Leihbasis zum Zweitligisten Albacete Balompié. Im Anschluss kehrte er nicht in die spanische Hauptstadt zurück, sondern schloss sich SD Eibar an. Im Oktober 2020 wurde der Spieler für eine Saison an Real Saragossa ausgeliehen.
Im Sommer 2024 wechselte Tejero zu Espanyol Barcelona.
Im Sommer 2025 wechselte Tejero zu Aris Thessaloniki.

## Erfolge
- UEFA Champions League: 2016, 2017, 2018 (jeweils ohne Einsatz)
- Spanischer Meister: 2017
- UEFA Super Cup: 2016 (ohne Einsatz)